# 朱仕𡒳
灵丘僖靖王朱仕𡒳（1433年—1493年5月17日），明朝灵丘荣顺王朱逊烇嫡长子。

## 生平

### 早年
正统十一年（1446年）封灵丘王长子。
天顺五年（1461年）八月，朱逊烇派朱仕𡒳赴京问安。有司上奏，明英宗不信，结果朱仕𡒳和仪宾张惠果然到了，张惠还带着三封奏本，奏称想迁离绛州、给保官（保宫下属的官署，为拘禁囚犯的监狱）进献马匹。英宗认为这才是朱逊烇以问安为名的真实目的，并无尊敬朝廷之意，且虽引用祖训中世子代为入朝的例子，但也应该先上奏获准才能启程；因张惠和教授不能谏止，令法司将他们与给驿官吏都逮捕问罪；朱仕𡒳按礼法也难以轻饶，但念在身为宗亲，仅勒令返回；命朱逊烇自述以赎罪；并写信给鲁、肃诸王告知此事。天顺六年（1462年）五月，张惠被下狱问罪期间，礼部上奏朱逊烇奏称女儿闻喜县主去世，因没有丧主，许久没有下葬，请求饶恕张惠令他回家主丧，英宗才特别赦免张惠。
成化七年（1467年）九月，因朱逊烇奏称朱仕𡒳身为继承人没有俸禄，两个孙子已年长却无法举行婚礼，山西钞法不通，朝廷令朱仕𡒳二子朱成鈠和朱成𨭖的岁禄折色内改为给实米五十石。成化十年（1470年）四月，朱逊烇奏称朱仕𡒳没有禄米，听闻绛州绝户民田四百九十七顷，请求交给自己耕种，按例纳粮。户部勘察覆奏请求酌情赐给，等朱仕𡒳支用禄米时就用种地所得作为他的本色禄米，获准。
成化十一年（1471年）五月，户部奏按旧制郡王长子之子暂封辅国将军，禄米八百石，等长子袭封，再进镇国将军，加禄米为一千石，朱仕𡒳尚未受封，其子朱成鈠、朱成𨭖、朱成铜应该都还是辅国将军，却因有司失察被封为镇国将军，始封已大约十年，多支的禄米亦当扣除。明宪宗同意，但指既往不咎。八月，朱逊烇薨。成化十二年（1472年）二月，朱仕𡒳因父王禄米停支，请求给千石以备养赡，诏命给五百石。十三年（1473年）二月，代王朱成鍊奏朱仕𡒳孝事父母，每日三次问安，无论风雨寒暑，亲侍汤药，衣不解带，向天祈求愿意亲自代替父亲，丧父后哀伤得昏过去，四日不喝水，孝行可嘉，请求旌表为宗室楷模。宪宗赐敕书嘉奖告谕。

### 袭封後
成化十三年（1473年）四月，遣寧陽侯陳瑛、駙馬都尉蔡震、楊偉、樊凱、成安伯郭鐄、南寧伯毛文、安順伯薛珤、廣寧伯劉瓘為正使，尚寶司司丞李溥、中書舍人楊泰、兵部郎中宋訥、刑部郎中舒春、工部郎中張達、吏部員外郎陳政、戶部員外郎郝冕、禮部員外郎趙繕為副使，持節册封朱仕𡒳為靈丘王，西城兵馬副指揮李旺女為靈丘王妃。
九月，朱仕𡒳母郭太妃去世。朝廷得知，按制度賜祭葬。
弘治三年（1490年）十月，朱仕𡒳说各处城池门禁河道铺路屯堡应该按时修筑，工部覆奏，获准。弘治四年（1491年）正月，朱仕𡒳奏请不要改调取用熟悉边事的各边巡抚、都御史，可加秩增禄令其久任以保障军民，吏部覆奏认为不可，孝宗同意。
弘治六年（1493年）五月，朱仕𡒳薨。朝廷得知，辍朝一日，按制度赐祭葬，谥僖靖。次年，庶长子朱成鈠袭封。

## 评价
- 《明史》卷一百十七<列傳第5·太祖諸子二>载朱仕𡒳、朱成鈠、朱成鈠子端懿王朱聰滆三王皆以孝行受到旌表。
- 《弇山堂别集》卷074：小心畏忌，寬樂令終。

## 家庭

### 妻妾
- 王妃李氏
- 妾謝氏，生朱成鈠

### 子孫
- 庶長子：鎮國將軍→輔國將軍→鎮國將軍→靈丘莊和王朱成鈠，天順八年（1464年）六月賜名
- 庶次子：鎮國將軍→輔國將軍→鎮國將軍朱成𨭖，天順八年（1464年）六月賜名[14]
  - 第三子：朱聰㶍，弘治四年（1491年）七月賜名[15]
- 子：鎮國將軍→輔國將軍→鎮國將軍朱成銅
  - 庶長子：朱聰澋，弘治十二年（1499年）正月賜名
  - 庶次子：朱聰溍，弘治十二年（1499年）正月賜名[16]
  - 庶三子：朱聰浩，弘治二年（1489年）正月賜名[17]
- 第七子：鎮國將軍朱成鏺，成化十三年（1473年）閏二月賜名[18]
  - 第一子：朱聰𤁥，弘治六年（1493年）五月賜名[19]
- 第八子：鎮國將軍朱成䥩，一作「朱成𮣚」「朱成⿰金致」，成化十三年（1473年）閏二月賜名[18]，嘉靖六年（1527年）以廬墓孝行受明世宗褒獎[20][21]
  - 嫡次子：朱聰濺，弘治十二年（1499年）七月賜名[22]
- 第九子：朱成釳，成化十三年（1473年）閏二月賜名[18]
  - 第一子：朱聰𣾺，弘治三年（1490年）七月賜名[23]，弘治十三年（1500年）六月按制度賜誥命冠服[24]
- 第十二子：朱成鏒，成化二十一年（1481年）十月賜名[25]
- 子：鎮國將軍朱成鍇
  - 嫡長子：朱聰㵧，弘治元年（1488年）四月賜名[26]，弘治六年（1493年）閏五月按制度賜誥命冠服[27]
  - 庶三子：朱聰湑，弘治十二年（1499年）七月賜名[22]
- 子：鎮國將軍朱成鋏
  - 第三子：朱聰湞，弘治五年（1492年）十月賜名
  - 第四子：朱聰潝，弘治五年（1492年）十月賜名[28]
  - 第五子：朱聰𣾄，弘治六年（1493年）閏五月賜名[27]
  - 第六子：朱聰浯
  - 庶七子：朱聰渼[16]，弘治十八年（1505年）十一月革去祿米三分之一[29]
- 子：鎮國將軍朱成䥨
  - 子：朱聰𣲹，萬曆四年（1576年）四月在世[30]
- 女：陸川郡君，儀賓趙定，弘治二年（1489年）四月按制度賜誥命冠服[31]